# Worcester Polytechnic Institute

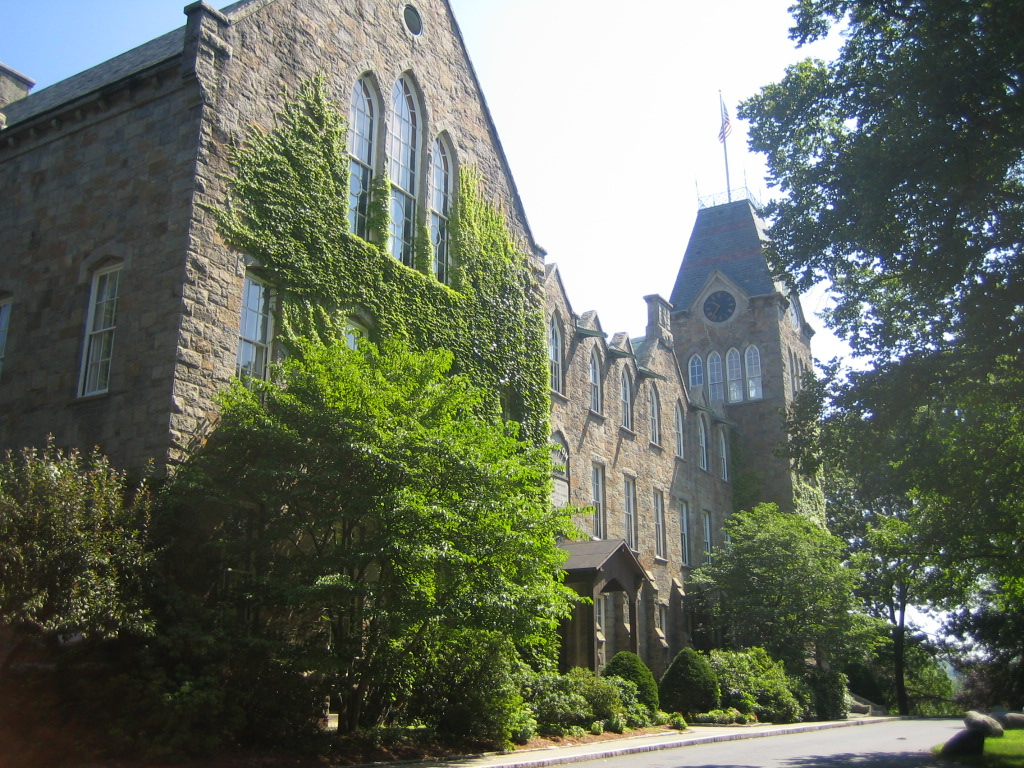
WPI Boyton Hall

Worcester Polytechnic Institute (WPI) is een particuliere universiteit in de stad Worcester in de Amerikaanse staat Massachusetts.
WPI werd opgericht in 1865, en was een van de eerste technische universiteiten in de Verenigde Staten. De universiteit heeft 14 afdelingen, die samen meer dan 50 afstudeerrichtingen bieden in de natuurwetenschappen, technische wetenschappen, bedrijfskunde, sociale wetenschappen en de menswetenschappen en kunst. Studenten kunnen bachelor-, masters- en PhD-diploma's behalen.
De universiteit doet research in onder andere biotechnologie, brandstofcellen, informatiebeveiliging, materialen en nanotechnologie.
WPI heeft ongeveer vierduizend studenten.